# Mariusz Kaszyński
Mariusz Kaszyński (ur. w 1975 w Nowym Dworze Mazowieckim) – polski pisarz.

## Biografia
Urodzony w Nowym Dworze Mazowieckim. W 2007 roku uzyskał na Politechnice Wrocławskiej doktorat nauk technicznych w dziedzinie budowy i eksploatacji maszyn. Zadebiutował jak pisarz w 2006 roku w „Nowej Fantastyce” opowiadaniem Kopia bezpieczeństwa. Jest autorem horrorów, oraz powieści przygodowych. Współpracował z Agencją Wydawniczą RUNA.
Obecnie mieszka w Warszawie.

## Publikacje

### Powieści
- Skarb w glinianym naczyniu, Runa, Warszawa 2008
- Rytuał, Runa, Warszawa 2008
- Martwe światło, Runa, Warszawa 2009
- Przekłuwacze, Czwarta Strona, 2016
- Pogorzelisko, Phantom Books, 2021
- Syrena, Lira, 2021
- Nienarodzony, Phantom Books, 2023

### Opowiadania
- Kopia bezpieczeństwa, „Nowa Fantastyka” 12/2006
- Przerwana lekcja, w: Księga Strachu, Runa, Warszawa 2007
- Przebudzenie, w: Księga Strachu II, Runa, Warszawa 2007
- John, „Nowa Fantastyka” 5/2008
- Pan Potwór, „Magazyn Fantastyczny” #12
- Wrzeciono, „Science Fiction, Fantasy & Horror” #34
- Beczka, „Science Fiction, Fantasy & Horror” #43
- Rzeka, w: Wszystkie kręgi piekła, Phantom Books, 2022
- Seans, magazyn internetowy „Histeria”, maj 2023/3
- Maszyny von Neumanna, magazyn internetowy „Histeria”, wrzesień 2023/5
- Muszla, w Odmęt, Planeta Czytelnika, 2024
- Pajęczyna okruchów snów, w Zakamarki nocy, internetowa antologia, Gmork, 2024
- Zew, w Lazaret, Planeta Czytelnika, 2025